# Aulo Manlio Torcuato (cónsul 164 a. C.)
Aulo Manlio Torcuato  fue un magistrado romano, hermano del cónsul del año 165 a. C. Tito Manlio Torcuato. 
Fue pretor en el año 167 a. C. y obtuvo Sardinia, pero no pudo ir a esta provincia debido a una investigación abierta por el Senado sobre algunos crímenes capitales por él cometidos. 
Debíó de ser absuelto puesto que en el año 164 a. C. fue cónsul con Quinto Casio Longino.
Plinio el Viejo habla de la repentina muerte de un Aulo Manlio Torcuato, pero no se sabe si era este personaje o se refería al dos veces cónsul Aulo Manlio Torcuato Ático.